# 卡苏比王陵
卡苏比王陵是位于乌干达首都坎帕拉的世界文化遗产。建成于1882年，其前身为布干达国王卡巴卡的王宫，后来成为皇家墓地，是布干达人的圣地。此处为乌干达政府根据该国《史迹法》公告列入名单的“保存物”。2001年，联合国教科文组织将其列入世界遗产，登录名称为巴干达国王们的卡苏比陵。

## 世界遗产

### 登录基准
该世界遗产被认为满足世界遺產登錄基準中的以下基準而予以登錄：
- （i）表现人类创造力的经典之作。
- （iii）呈现有关现存或者已经消失的文化传统、文明的独特或稀有之证据。
- （iv）关于呈现人类历史重要阶段的建筑类型，或者建筑及技术的组合，或者景观上的卓越典范。
- （vi）具有显著普遍价值的事件、活的传统、理念、信仰、艺术及文学作品，有直接或实质的连结（世界遗产委员会认为该基准应最好与其他基准共同使用）。

### 濒危世界遗产
2010年3月16日晚，其中的主建筑物遭遇火灾而被烧毁，火灾原因不明。联合国教科文组织表示将帮助乌干达修复该文化遗产。2010年7月28日，世界遗产委员会将其列入濒危世界遗产。